# Pouillot de Hodgson
Tickellia hodgsoni
Genre
Espèce
Statut de conservation UICN

 LC  : Préoccupation mineure
Le Pouillot de Hodgson (Tickellia hodgsoni) est une espèce de passereaux de la famille des Cettidae.

## Répartition et sous-espèces
- T. h. hodgsoni (Moore, 1854) — est de l’Himalaya, monts Hengduan, Patkai ;
- T. h. tonkinensis (Delacour & Jabouille, 1930) — sud-est du Yunnan et nord du Laos et du Viêt Nam.